# Monique Éwanjé-Épée
Monique Ewanje-Epée (Francia, 11 de julio de 1967) es una atleta francesa retirada especializada en la prueba de 100 m vallas, en la que ha conseguido ser campeona europea en 1990.

## Carrera deportiva
En el Campeonato Europeo de Atletismo de 1990 ganó la medalla de oro en los 100 m vallas, finalizando con un tiempo de 12.79 segundos, por delante de la alemana Gloria Kovarik-Siebert (plata con 12.91 s) y la soviética Lidiya Yurkova (bronce con 12.92 segundos).